# Orthetrum africanum
Orthetrum africanum är en trollsländeart som först beskrevs av Selys 1887.  Orthetrum africanum ingår i släktet Orthetrum och familjen segeltrollsländor. IUCN kategoriserar arten globalt som livskraftig. Inga underarter finns listade i Catalogue of Life.